# Мискет врачански
Врачански мискет е стар бял винен сорт грозде, отглеждан основно в Унгария и България. Насаждения има и в Украйна и Румъния. В България е разпространен главно във Врачанско, Ломско, Пазарджишко и в опитните бази по лозарство.
Известен е и с наименованията: Печски ароматен, Вражда мискет, Твърда тамянка, Печски аромат.
Среднозреещ сорт. Гроздето узрява през първата половина на септември. Има среден растеж, средна родовитост и дава средни добиви. Добивът от декар е около 1000 кг. Устойчив е на гниене, но е чувствителен към суша. Средно устойчив на мухъл, оидиум, паякови акари и ниски температури. Много добре се развива на хълмове с южно изложение на хумусно-карбонатни, глинесто-песъчливи или чакълести почви с лек механичен състав.
Гроздът е среден (145 г.), цилиндрично-коничен, понякога с крило, полусбит. Зърната са средно едри, овални, жълто-зелени с ръждиви петна и редки точици. Кожицата е дебела, крехка. Месестата част е сочна, с хармоничен вкус и силен мискетов вкус.
От гроздето се получават висококачествени бели десертни вина, с прозрачен жълтозлатист цвят, развит букет, хармоничен вкус и траен мискетов аромат. Може да се купажира със сортове с по слаб аромат. Средното съдържание на захари в гроздето е 22,5 г/100 мл, а на киселините – 5,4 г/л.